# Kvickgräsfjäril
Kvickgräsfjäril, Pararge aegeria, är en fjärilsart i familjen praktfjärilar. Vingspannet varierar mellan 35 och 42 millimeter, på olika individer.

## Utseende
Kvickgräsfjärilen har två former som är ganska olika varandra. Den ena formen förekommer i den sydliga delen av utbredningsområdet och den andra i den nordliga delen. (Se Utbredning nedan.) 
Den sydliga formen är på ovansidan brun med ett tätt mönster av orange fläckar. I framhörnet på framvingen finns en rund svart fläck med vit mittprick, en så kallad ögonfläck. Syftet med sådana är att skrämma rovdjur som vill äta upp fjärilen. Det finns flera ögonfläckar längs bakvingens ytterkant. På undersidan är den sydliga formen gul, brun och grå i olika nyanser, och det finns en ögonfläck vid framvingens framhörn.
Den nordliga formen är på ovansidan mörkare brun med ljusgula och ljusbruna fläckar. Denna form har ögonfläckar på motsvarande ställen som den sydliga formen. Undersidan är beige, brun och grå i olika nyanser och med ögonfläckar som den sydliga formen. Larven är lika för både den nordliga och den sydliga formen. Den är grön med en bred mörkgrön rygglinje och flera smala, ljusare linjer på sidorna. Den blir upp till 25 millimeter lång.

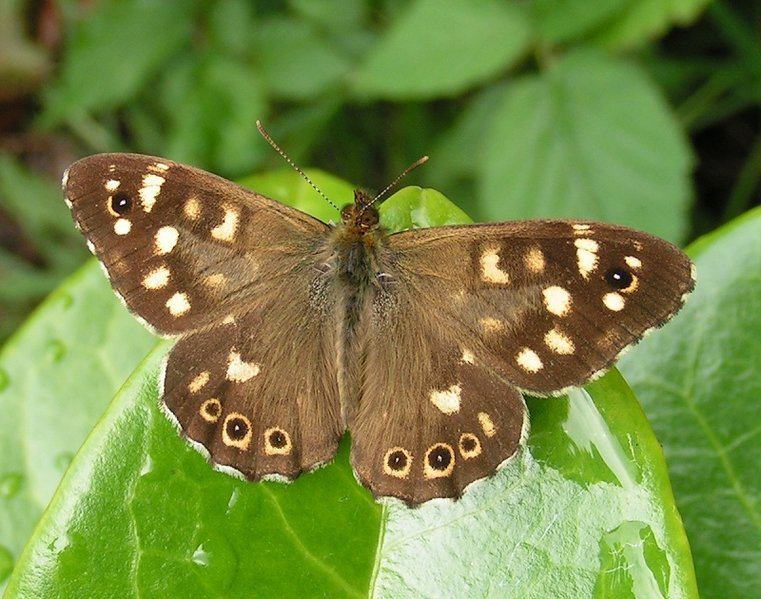
Den nordliga formen av kvickgräsfjäril, fotograferad i London.
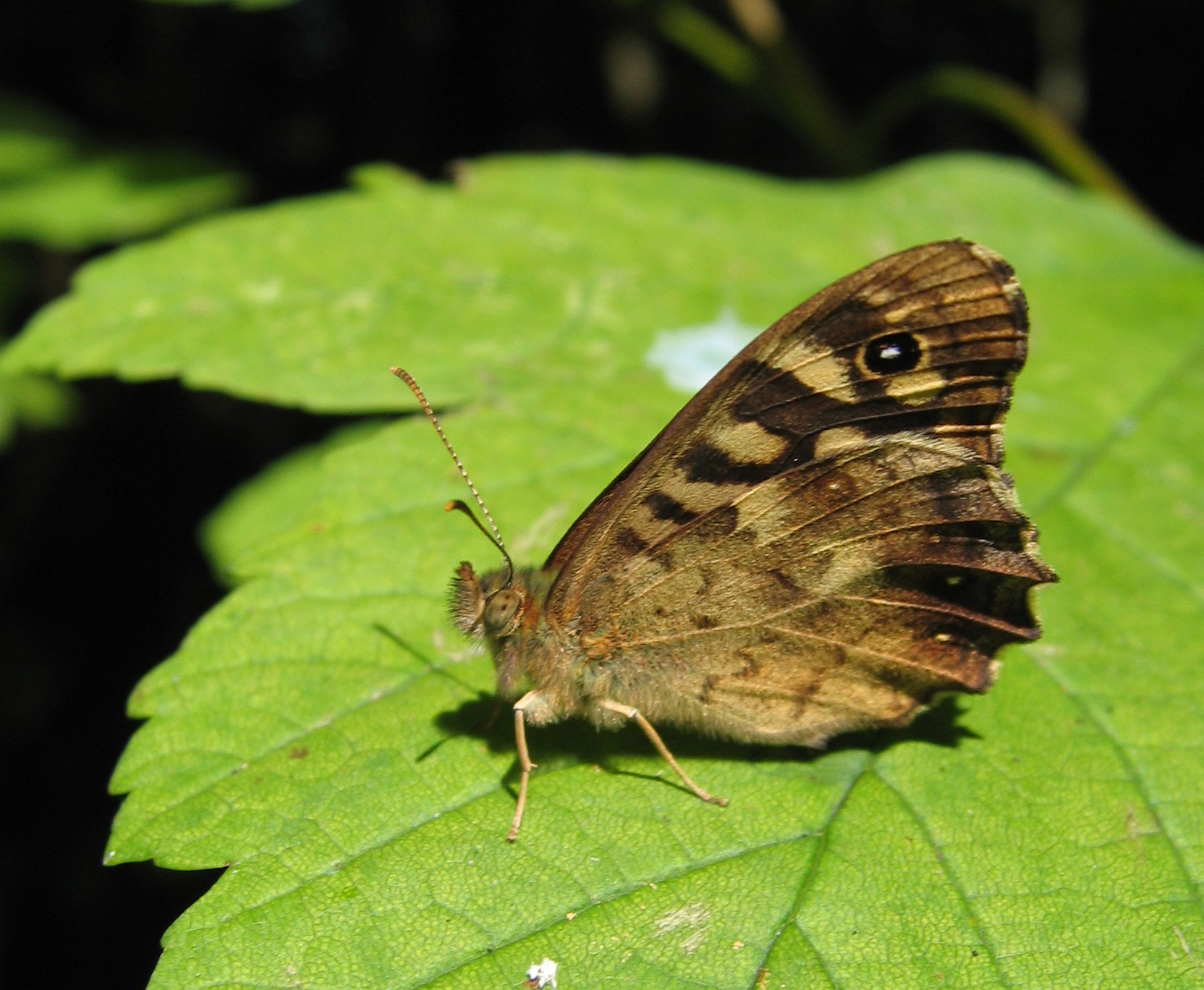
Undersidan på den nordliga formen, fotograferad i Nederländerna.
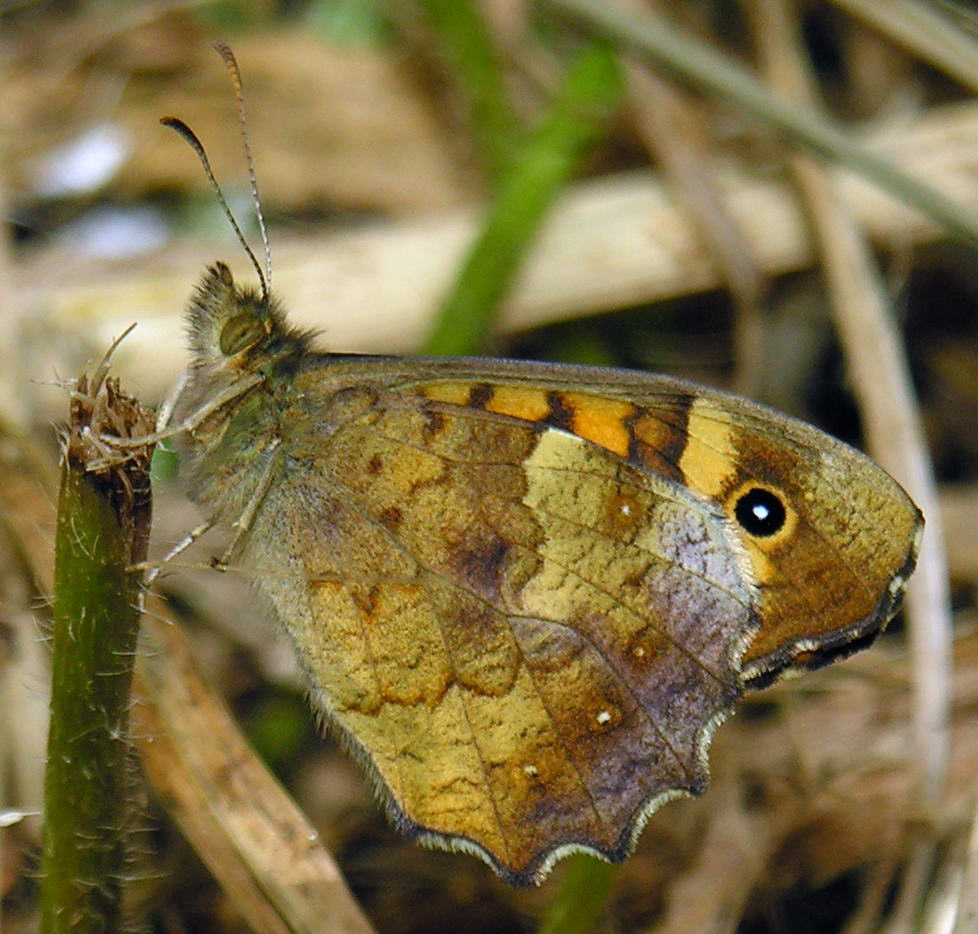
Undersidan på den sydliga formen, fotograferad i Spanien.
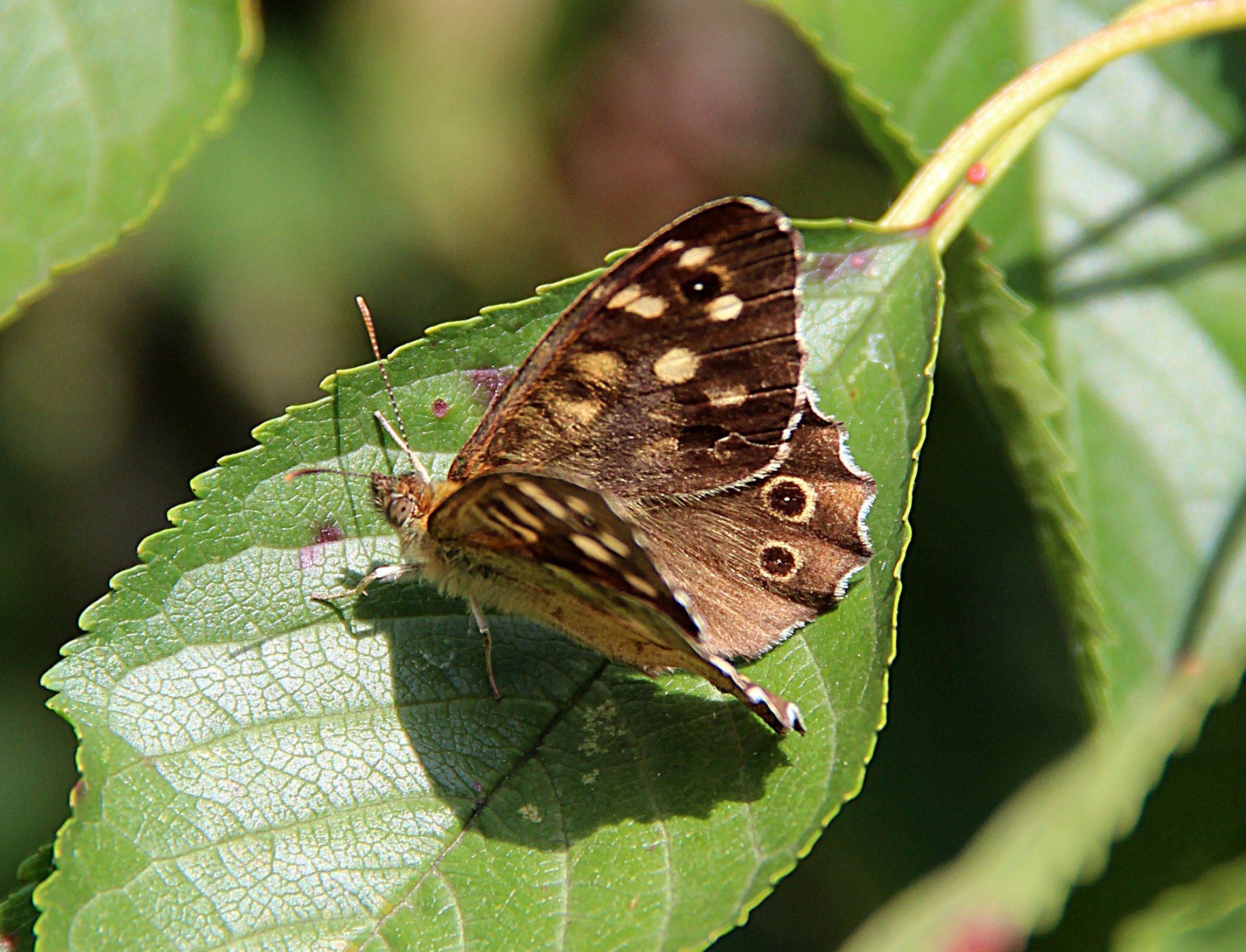
Ovan- och undersida av vingarna av fjärilen, fotograferad i Belgien.

## Ekologi
Värdväxter, de växter larven lever på och äter av, är olika gräs i bland annat gröesläktet, hundäxingssläktet och kvickrotssläktet.
Flygtiden, den period när fjärilen är fullvuxen, imago, infaller i maj-augusti vanligen i två generationer men i nordligaste delen av utbredningsområdet i endast en generation. Kvickgräsfjärilens habitat, den miljö den lever i, är skogar där det finns gläntor och liknande ställen där det växer gräs.

## Territorialitet
Hanar av kvickgräsfjäril är territoriella och etablerar revir i stora solfläckar som bildas när ljus tränger igenom trädskiktet i skogsmiljöer. Hanarna sitter i dessa solfläckar och väntar på att en hona ska flyga förbi. Om en hona flyger förbi flyger hanen genast an och följer efter henne en bit. Efter ett tag landar de två fjärilarna och hanen börjar då uppvakta henne. Skulle däremot en annan hane närma sig en solfläck som redan är upptagen flyger den sittande hanen upp, och de två inlåter sig i en revirstrid i luften. Revirstriden består av en flygduell där hanarna cirkulerar tätt runt varandra, utan egentlig kroppskontakt. Den hane som sist ger upp flygduellen är den som går vinnande ur striden och får ensam tillgång till solfläcken, medan förloraren tvingas lämna och söka vidare efter ett annat lämpligt revir. Vanligtvis är revirstriden över inom ett fåtal sekunder, men kan i enstaka fall pågå i ett tiotal minuter. Den längsta dokumenterade revirstriden mellan två hanar av kvickgräsfjäril pågick i 94 minuter.
Studier har visat att de hanar som besitter ett revir i en stor solfläck har en högre parningsframgång än hanar som inte har tillgång till ett revir. Det är dock inte helt klarlagt varför revirägare har en högre parningsframgång, men studier indikerar att ljusmiljön gynnar hanar sittande i en stor solfläck har lättare att upptäcka förbiflygande honor. 

## Utbredning
Utbredningsområdet för den sydliga formen av kvickgräsfjäril är i norra Afrika, södra Europa och Libanon. Den nordliga formen förekommer i norra och centrala Europa genom Syrien till centrala Asien. I Norden finns den i Danmark, i sydligaste Norge, i Sverige upp till Ångermanland och i Finland främst i sydväst.